# Grafička škola u Zagrebu
Grafička škola u Zagrebu je srednja strukovna škola, čije je sjedište u Getaldićevoj 2, na području Područnog ureda Pešćenica, u istočnom dijelu Zagreba.

## Povijest
Godine 1886. u Zagrebu završila su zanat dva grafičara. Osam godina kasnije 1894. grupa od 19 knjigotiskarskih strojara završila je grafičku školu (u smislu organiziranog obrazovanja, a ne zgrade). 
Nastavničko vijeće Grafičke škole u Zagrebu kao godina utemeljenja škole uzeta je 1894. godina. Tri godine trajalo je prikupljanje podataka o povijesti školovanja grafičara. Nađeni su podaci na 14 lokacija. Danas, Grafička škola u Zagrebu posjeduje imena i preslike podataka gotovo svih grafičara obrazovanih u Zagrebu.
Do godine 1945. školovalo se oko 1500 grafičara. Početkom 1946. godine započela je s radom velikih škola za izobrazbu kvalificiranih radnika svih tadašnjih grafičkih zanimanja. Prve školske prostorije nalazile su se u Gundulićevoj 10., a krajem 1946. godine ustupljen je dio prostorija Obrtne škole na Trgu maršala Tita (danas Muzej za umjetnost i obrt). Godine 1947. škola dobiva i dio radioničkog prostora u istoj zgradi. Sve grafičke strojeve, uređaje i namještaj stavila je Školi na raspolaganje Glavna direkcija grafičke industrije NR Hrvatske iz likvidacijske mase nacionaliziranih tiskarskih poduzeća i radionica. 
Škola postaje Savezna grafička industrijska škola 1947. godine, a 1951. godine Grafička škola s praktičnom obukom. Godine 1962. škola postaje Grafički školski centar, te krajem iste godine seli na novu lokaciju u Getaldićevu 2 u novu zgradu zajedno s tadašnjom Višom grafičkom školom u kojoj je i danas zajedno s Grafičkim fakultetom. Godine 1972. škola mijenja naziv u Grafički srednjoškolski centar, a 1981. godine Grafički obrazovni centar "Bratstvo i jedinstvo". Od 1991. škola uzima svoje izvorno ime Grafička škola u Zagrebu a 2017. mijenja ime u Škola za grafiku, dizajn i medijsku produkciju.

## Program i obrazovanje
Nastavu škole pohađa 536 učenika raspoređenih u 19 razrednih odjeljenja. Nastava se odvija uz pomoć 52 nastavnika.

## Smjerovi
- Grafički tehničar - opći
- Grafički tehničar pripreme
- Grafički tehničar tiska
- Grafički tehničar dorade
- Tehnički urednik
- Grafički urednik - dizajner
- Web dizajner
- Medijski tehničar

## Stručni predmeti
Program škole obuhvaća provedbu specijalnih stručnih predmeta koje učenici slušaju ovisno o godini i smjeru koji pohađaju.

### Popis svih stručnih predmeta
- Strojarstvo
- Elektrotehnika s automatikom
- Grafički dizajn
- Grafička tehnologija
- Praktična nastava
- Likovna umjetnost
- Glazbena umjetnost
- Fotografija i film
- Strojevi i automatika
- Zaštita okoliša
- Multimedijske tehnologije
- Vizualne komunikacije
- Promotivne aktivnosti u grafičkoj struci
- Grafičke tehnike
- Teorija dizajna
- Internetske tehnologije
- Izrada web stranica
- Programiranje za web
- Objektno programiranje
- Baze podataka
- Internetski marketing
- Napredna animacija
- Izrada web stranica za male uređaje
- E-poslovanje

## Muzej Grafičke škole
Godine 2015. u prostoru škole uređen je Muzej Grafičke škole. Izloženi su strojevi koji su bili sastavni dio radionica škole i služili za edukaciju učenika, te radovi i fotografije koji prikazuju povijest škole i razvoj grafičke struke.

## Publikacije
Povodom 100. obljetnice Grafičke škole u Zagrebu objavljena je monografija 100 godina Grafičke škole u Zagrebu (1894. – 1994.) koja sadrži imena svih do do tada završenih grafičara, popis svih poduzeća, obrtnika i trgovaca grafičkim repromaterijalom. Tiskana je u različitim tehnikama tiska: offsetu, knjigotisku, bakrotisku, sitotisku i novinskom tisku. Knjiga donosi i opise drugih grafičkih tehnika, raznih grafičkih proizvoda, grafičkog dizajna, računalne grafike, grafičke obrade teksta i druga pitanja vezana uz knjigu i tiskarstvo. Članci četrdesetak suradnika pisani su u rasponu od feljtona do visoko stručnih radova.
Škola izdaje školski list Gvak! - grafika : video : audio : komunikacije.

## Vanjske poveznice
- Stranice škole